# Xã Grant, Quận Washington, Kansas
Xã Grant (tiếng Anh: Grant Township) là một xã thuộc quận Washington, tiểu bang Kansas, Hoa Kỳ. Năm 2010, dân số của xã này là 22 người.